# Nigérie na Letních olympijských hrách 1972
Nigérie se účastnila Letní olympiády 1972 v německém Mnichově. Zastupovalo ji 25 sportovců (20 mužů a 5 žen) ve 2 sportech.

## Medailisté
| Medaile | Jméno          | Sport | Soutěž                       |
| ------- | -------------- | ----- | ---------------------------- |
| Bronz   | Isaac Ikhouria | Box   | muži váha polotěžká do 81 kg |